# Ерцевское сельское поселение
Е́рцевское сельское поселе́ние или муниципа́льное образова́ние «Е́рцевское»— муниципальное образование  со статусом сельского поселения в Коношском муниципальном районе Архангельской области. 
Соответствует административно-территориальной единице в Коношском районе — Ерцевский сельсовет.
Административный центр — посёлок Ерцево.

## География
Ерцевское сельское поселение находится на юге, юго-западе Коношского муниципального района, на Коношской возвышенности. К северу от Коношского поселения находится Коношское городское поселение, к востоку —  Тавреньгское сельское поселение, к западу — с Климовское сельское поселение, к югу — сельское поселение Бекетовское (Вожегодский район, Вологодская область). Крупнейшие реки в поселении: Ковжа и Лухтонга.

## История
Муниципальное образование было образовано в 2006 году.
14 марта 1964 года Кирюгский сельский совет Кирилловского сельского района, входивший раньше в состав Печенгской волости Кирилловского уезда и в Чарозерский район Вологодской области, был передан в Няндомский промышленный район, но 14 августа 1964 года решением облисполкома он был упразднён, а его территория включена в состав Ерцевского поселкового совета. Решением облисполокома от 9 октября 1964 года посёлок Ерцево был передан из Няндомского промышленного района в состав Коношского сельского района.

## Население
| 2005  | 2010  | 2011  | 2012  | 2013  | 2014  | 2015  | 2016  | 2017  |
| ----- | ----- | ----- | ----- | ----- | ----- | ----- | ----- | ----- |
| 4326  | ↘4325 | ↘4296 | ↘4187 | ↘4101 | ↘4058 | ↘3927 | ↘3677 | ↘3599 |
| 2018  | 2019  | 2020  | 2021  | 2023  |       |       |       |       |
| ↘3515 | ↘3460 | ↘3418 | ↘2605 | ↘2529 |       |       |       |       |

## Состав сельского поселения
| №  | Населённый пункт | Тип населённого пункта          | Население |
| -- | ---------------- | ------------------------------- | --------- |
| 1  | Аксёново         | деревня                         | →0        |
| 2  | Алексеевская     | деревня                         | ↘0        |
| 3  | Ананьевская      | деревня                         | →0        |
| 4  | Большой Двор     | деревня                         | →0        |
| 5  | Боровое          | посёлок                         | →0        |
| 6  | Васильевская     | деревня                         | →0        |
| 7  | Глотиха          | деревня                         | ↘0        |
| 8  | Ерцево           | посёлок, административный центр | ↘4187     |
| 9  | Заречье          | деревня                         | ↘0        |
| 10 | Зимний           | посёлок                         | →0        |
| 11 | Иванова Гора     | деревня                         | ↘0        |
| 12 | Камешная         | деревня                         | →0        |
| 13 | Ковжа            | посёлок                         | →0        |
| 14 | Красково         | деревня                         | →1        |
| 15 | Круглица         | посёлок                         | ↘17       |
| 16 | Левино           | деревня                         | →0        |
| 17 | Лухтонга         | посёлок                         | ↘7        |
| 18 | Матвеевская      | деревня                         | →0        |
| 19 | Мостовица        | посёлок                         | ↘12       |
| 20 | Перхино          | деревня                         | →0        |
| 21 | Перхино          | разъезд                         | ↘0        |
| 22 | Пожарище         | деревня                         | →0        |
| 23 | Поповка          | деревня                         | →9        |
| 24 | Раменье          | деревня                         | ↘11       |
| 25 | Свидь            | посёлок                         | →0        |
| 26 | Скопинская       | деревня                         | →0        |
| 27 | Чужга            | посёлок                         | ↘0        |
| 28 | Ширбово          | посёлок                         | →0        |

### Карты
- Ерцевское поселение на карте Wikimapia
- [web.archive.org/web/20070627084134/mapp37.narod.ru/map1/index117.html Топографическая карта P-37-117,118_ Коноша]
- [web.archive.org/web/20070705143110/mapp37.narod.ru/map1/index113.html Топографическая карта P-37-113,114_ Совза]
- [web.archive.org/web/20070823032341/mapp37.narod.ru/map1/index115.html Топографическая карта P-37-115,116_ Климовская]